# Liste der Autorenbeteiligungen von Gary Barlow
Die folgende Liste führt Werke des englischen Singer-Songwriters, Pianisten und Musikproduzenten Gary Barlow auf. Auch Kollaborationen mit anderen Komponisten/Songwritern sind darunter. Barlow ist der Leadsänger und Songwriter der Popgruppe Take That. Acht seiner Alben aus Solo- und Bandkarriere haben die Spitze der Charts erobert, dazu kann er 20 Top-5-Hits und 14 Nummer-1-Singles vorweisen, darunter „Back for Good“, welche in 31 Ländern den ersten Platz belegte. Barlow gilt mit über 50 Millionen verkauften Tonträgern als einer der erfolgreichsten Songwriter Großbritanniens und wurde sechsmal mit dem Ivor Novello Award ausgezeichnet. Seit 2011 widmet sich Barlow auch der Musicalkomposition, aufgeführt werden bislang Finding Neverland (UA 2014), The Girls (UA 2015) und The Band (UA 2017); Around the World in 80 Days wurde für Ende 2018 angekündigt. Seine Musicalnummern finden sich ebenfalls in dieser Liste, auch wenn nicht von allen Stücken erwerbliche Studioaufnahmen existieren. Aktuell führt die Liste 301 Lieder aus Barlows Feder, erhebt dabei aber keinen Anspruch auf Vollständigkeit.
| Titel                                    | Weitere Komponisten                                                                                             | Interpret | Album                                                | Jahr      | Anmerkungen |
| ---------------------------------------- | --- | --- | ---------------------------------------------------- | --------- | --- |
| 2 of a Kind                              | Eliot Kennedy, Tim Woodcock                                                                                     | Monrose | Temptation                                           | 2006      | [ 9 ] |
| 5 O’Clock                                | Howard Donald, Jason Orange, Mark Owen, Greg Kurstin, T-Pain, Lily Allen, Cameron Thomaz, Steve Robson          | T-Pain feat. Wiz Khalifa & Lily Allen                                                                                       | RevolveЯ                                             |           | [ 10 ] |
| 6 in the Morning Fool                    | Billy Mann, Howard Donald, Jason Orange, Mark Owen                                                              | Take That | Beautiful World                                      | 2006      | Bonustrack |
| 6th Avenue                               | John Shanks | Gary Barlow | Since I Saw You Last                                 | 2013      | [ 12 ] |
| 84                                       | Howard Donald, Jason Orange, Mark Owen                                                                          | Take That | The Circus                                           | 2008      | B-Seite zur Single „The Garden (International Version)“ |
| A Little Too Late                        | Eliot Kennedy, Delta Goodrem                                                                                    | Delta Goodrem | Mistaken Identity                                    | 2004      | [ 14 ] |
| A Million Love Songs                     | – keine | Take That | Take That & Party                                    | 1992      | eines der ersten Werke Barlows, komponiert schon 1986 |
| Adventures of a Lonely Balloon           | Howard Donald, Jason Orange, Mark Owen                                                                          | Take That | –                                                    | 2009      | Eröffnungsmusik von The Circus Live |
| Actress                                  | James Maddock                                                                                                   | Gary Barlow | Since I Saw You Last                                 | 2013      | [ 12 ] |
| Actress                                  | James Maddock                                                                                                   | Clinic |                                                      | 2013      | [ 16 ] |
| Affirmation                              | Howard Donald, Jason Orange, Mark Owen, Robbie Williams                                                         | Take That | Progress                                             | 2010      | [ 17 ] |
| Ain’t No Sense In Love                   | Howard Donald, Mark Owen, Jason Orange, Billy Mann                                                              | Take That | Beautiful World                                      | 2006      | [ 18 ] |
| The Alchemist                            | Eliot Kennedy                                                                                                   | Russell Watson |                                                      |           | [ 19 ] |
| Aliens                                   | Howard Donald, Jason Orange, Mark Owen, Robbie Williams                                                         | Take That | Progressed                                           | 2011      | |
| All for Nothing                          | Matt Cardle, Eg White                                                                                           | Matt Cardle | Letters                                              | 2011      | |
| All I Want Is You                        | – keine | Take That | Forever… Greatest Hits                               | 2002      | [ 20 ] |
| All That I’ve Given Away                 | – keine | Gary Barlow | Twelve Months, Eleven Days                           | 1999      | |
| All That Matters                         | Eliot Kennedy                                                                                                   | Laura Michelle Kelly, Matthew Morrison                                                                                      | Finding Neverland: The Album                         | 2015      | [ 12 ] |
| All That Matters                         | Eliot Kennedy                                                                                                   | Laura Michelle Kelly | Finding Neverland – Original Broadway Recording      | 2015      | [ 12 ] |
| All That Matters to Me                   | – keine | Take That | Forever… Greatest Hits                               | 2002      | [ 20 ] [ 21 ] |
| All of London Is Here Tonight            | Eliot Kennedy                                                                                                   | Kelsey Grammer, Matthew Morrison, Teal Wicks                                                                                | Finding Neverland – Original Broadway Recording      | 2015      | [ 12 ] |
| Always                                   | – keine | Gary Barlow | Open Road                                            | 1997      | |
| Always Be My Baby                        | Eliot Kennedy, Tim Woodcock, Liz McClarnon                                                                      | Atomic Kitten | Ladies Night                                         | 2003      | [ 22 ] |
| Amazing                                  | Howard Donald, Mark Owen, John Shanks                                                                           | Take That | III III – 2015 Edition                               | 2014 2015 | LP-Deluxe-Edition & EP |
| And the Band Plays                       | Howard Donald, Mark Owen                                                                                        | Take That | Wonderland                                           | 2017      | [ 12 ] |
| Another Crack In My Heart                | – keine | Take That | Everything Changes                                   | 1993      | [ 23 ] |
| Anywhere But Here                        | Eliot Kennedy                                                                                                   | Christina Aguilera | Finding Neverland: The Album                         | 2015      | [ 12 ] |
| Apache 2006                              | Howard Donald, Jason Orange, Mark Owen                                                                          | Take That | –                                                    | 2006      | Für die Beautiful World Live Tour |
| Are We Gonna Play?                       | Eliot Kennedy                                                                                                   | Rita Ora, Sage The Gemini                                                                                                   | Finding Neverland: The Album                         | 2015      | [ 12 ] |
| Are You Ready Now                        | – keine | Gary Barlow | Open Road                                            | 1997      | |
| Arms Around Me                           | Peter Vettese                                                                                                   | Gary Barlow | Twelve Months, Eleven Days                           | 1999      | |
| Babe                                     | – keine | Take That | Everything Changes                                   | 1993      | Barlows zweite Nr-1-Single als Songwriter |
| Back for Good                            | – keine | Take That | Nobody Else                                          | 1995      | Barlows fünfte Nr-1-Single als Songwriter; Nr. 1 in 31 Ländern |
| Beautiful                                | Howard Donald, Jason Orange, Mark Owen, Robbie Williams                                                         | Take That | Progressed                                           | 2011      | |
| Beautiful Day                            | Eliot Kennedy                                                                                                   | Jon Bon Jovi | Finding Neverland: The Album                         | 2015      | [ 12 ] |
| Beautiful Morning                        | Howard Donald, Mark Owen, Jason Orange, Ben Mark, John Shanks                                                   | Take That | Beautiful World                                      | 2006      | Bonustrack (Deluxe- und Tour-Edition) & B-Seite der Single „Patience“ (nur deutsche und australische Version) |
| Beautiful World                          | Steve Robson, Howard Donald, Jason Orange, Mark Owen                                                            | Take That | Beautiful World                                      | 2006      | [ 18 ] |
| Before You Turn Away                     | – keine | Gary Barlow | Twelve Months, Eleven Days                           | 1999      | |
| Believe                                  | Howard Donald, Mark Owen, Jamie Norton, Ben Mark                                                                | Take That | III III – 2015 Edition                               | 2014 2015 | LP-Deluxe-Edition & EP |
| Believe                                  | Eliot Kennedy                                                                                                   | Nick Jonas | Finding Neverland: The Album                         | 2015      | [ 12 ] |
| Believe                                  | Eliot Kennedy                                                                                                   | Aidan Gemme, Alex Dreier, Christopher Paul Richards, Laura Michelle Kelly, Matthew Morrison, Sawyer Nunes                   | Finding Neverland – Original Broadway Recording      | 2015      | [ 12 ] |
| Best of Me                               | Eliot Kennedy, Gary Baker, James Bourne                                                                         | verschiedene | Britannia High (soundtrack)                          | 2008      | [ 29 ] |
| Better                                   | Eliot Kennedy                                                                                                   | Gary Barlow | Finding Neverland (Musical)                          | 2014      | zweites Lied des ersten Aktes (nur erste Inszenierung: A.R.T., Cambridge MA; für Broadway-Inszenierung 2015 ersetzt durch All of London Is Here Tonight); nur als Demoaufnahme veröffentlicht |
| Bird In Your Hand                        | Howard Donald, Mark Owen, Jamie Norton, Ben Mark                                                                | Take That | III – 2015 Edition                                   | 2015      | [ 12 ] |
| Breeze On By                             | Eliot Kennedy, Donny Osmond, Bobby Womack                                                                       | Donny Osmond | What I Mean to Say                                   | 2004      | [ 30 ] |
| Broken Your Heart                        | – keine | Take That | Everything Changes                                   | 1993      | [ 31 ] |
| Butterfly                                | Howard Donald, John Shanks                                                                                      | Delta Goodrem | Innocent Eyes                                        | 2003      | [ 32 ] |
| Butterfly                                | Howard Donald, Mark Owen, Jason Orange, John Shanks                                                             | Take That | Beautiful World                                      | 2006      | Bonustrack |
| Candy                                    | Robbie Williams                                                                                                 | Robbie Williams | Take The Crown                                       | 2012      | [ 34 ] |
| Carry Me Home                            | Howard Donald, Mark Owen, Jamie Norton, Ben Mark                                                                | Take That | III – 2015 Edition                                   | 2015      | [ 12 ] |
| Christmas is Everywhere                  | – keine | Gary Barlow |                                                      |           | [ 35 ] |
| Christmas Time                           | Eliot Kennedy, Donny Osmond                                                                                     | Donny Osmond | What I Mean to Say                                   | 2004      | [ 36 ] |
| The Circus                               | Howard Donald, Jason Orange, Mark Owen                                                                          | Take That | The Circus                                           | 2008      | [ 37 ] |
| Circus of Your Mind                      | Eliot Kennedy                                                                                                   | Paloma Faith | Finding Neverland: The Album                         | 2015      | [ 12 ] |
| Circus of Your Mind                      | Eliot Kennedy                                                                                                   | Carolee Carmello, Kelsey Grammer, Teal Wicks                                                                                | Finding Neverland – Original Broadway Recording      | 2015      | [ 12 ] |
| Come On Love                             | Howard Donald, Mark Owen                                                                                        | Take That | Wonderland                                           | 2017      | dritter Bonus-Titel der Limited Deluxe Edition |
| Conquered                                | Eliot Kennedy, Rick Allison                                                                                     | Lara Fabian | A Wonderful Life                                     |           | [ 39 ] |
| Cry                                      | Howard Donald, Mark Owen, Cameron Edwards, Joe Lenzie, Matt Furmidge, Chiara Hunter, Dominic Liu, Sean McDonagh | SIGMA feat. Take That | – Wonderland                                         | 2016 2017 | Kollaboration: SIGMA ft. Take That ursprünglich nur als Single, ein Jahr darauf nochmals als vierter Bonus-Titel der Limited Deluxe Edition von Wonderland veröffentlicht |
| Dare                                     | Tim Firth | Gary Barlow & The Cast of The Girls                                                                                         | The Girls (Musical)                                  | 2015      | erstes Lied des zweiten Aktes; Promo-Single, mit Musikvideo veröffentlicht am 26. November 2015 auf dem YouTube-Kanal des Musicals |
| The Day After Tomorrow                   | – keine | Take That | Nobody Else                                          | 1995      | [ 42 ] |
| The Day The Work Is Done                 | Howard Donald, Jason Orange, Mark Owen, Robbie Williams                                                         | Take That | Progressed                                           | 2011      | [ 43 ] |
| Different                                | Robbie Williams                                                                                                 | Robbie Williams | Take The Crown                                       | 2012      | [ 34 ] |
| Do It All For Love                       | Howard Donald, Mark Owen, John Shanks                                                                           | Take That | III III – 2015 Edition                               | 2014 2015 | LP-Deluxe-Edition & EP |
| Do It All Over Again                     | Eliot Kennedy, Ina Wroldsen                                                                                     | verschiedene | Britannia High (Soundtrack)                          | 2008      | [ 44 ] |
| Do What U Like                           | Ray Hedges | Take That | Take That & Party                                    | 1992      | [ 45 ] |
| Don’t Give Up On Me                      | Howard Donald, Mark Owen                                                                                        | Take That | Wonderland                                           | 2017      | erster Bonus-Titel der Limited Deluxe Edition |
| Don’t Need a Reason                      | – keine | Gary Barlow | Twelve Months, Eleven Days                           | 1999      | |
| Don’t Say Goodbye                        | Howard Donald, Jason Orange, Mark Owen, Robbie Williams                                                         | Take That | Progressed                                           | 2011      | [ 46 ] |
| Don’t Take Your Love                     | – keine | Take That | Forever… Greatest Hits                               | 2002      | [ 20 ] |
| Dying Inside                             | – keine | Gary Barlow | Since I Saw You Last                                 | 2013      | [ 12 ] |
| Easy Way Out                             | Charlotte Church, Eliot Kennedy                                                                                 | Charlotte Church | Tissues and Issues                                   |           | [ 47 ] |
| Eight Letters                            | Howard Donald, Jason Orange, Mark Owen, Robbie Williams                                                         | Take That | Progress                                             | 2010      | [ 48 ] |
| Every Guy                                | – keine | Take That | Nobody Else                                          | 1995      | [ 42 ] |
| Every Revolution                         | Howard Donald, Mark Owen, Ben Mark, Jamie Norton                                                                | Take That | Wonderland                                           | 2017      | [ 12 ] |
| Everything Changes                       | Eliot Kennedy, Mike Ward, Cary Baylis                                                                           | Take That | Everything Changes                                   | 1993      | Barlows vierte Nr-1-Single als Songwriter |
| Everything I Ever Wanted                 | – keine | Gary Barlow | Open Road                                            | 1997      | [ 50 ] |
| Face To Face                             | Elton John | Gary Barlow & Elton John | Since I Saw You Last                                 | 2013      | [ 12 ] |
| Fall Down At Your Feet                   | Howard Donald, Mark Owen                                                                                        | Take That | III                                                  | 2014      | Google Play Limited Edition |
| Fast Car                                 | – keine | Gary Barlow | Twelve Months, Eleven Days                           | 1999      | |
| Feel Like I Feel                         | – keine | Marcus Collins | Marcus Collins                                       |           | [ 51 ] |
| Finale                                   | Eliot Kennedy                                                                                                   | Aidan Gemme, Alex Dreier, Carolee Carmello, Christopher Paul Richards, Matthew Morrison, Sawyer Nunes                       | Finding Neverland – Original Broadway Recording      | 2015      | [ 12 ] |
| Flaws                                    | Howard Donald, Mark Owen                                                                                        | Take That | III III – 2015 Edition                               | 2014 2015 | [ 12 ] |
| The Flood                                | Howard Donald, Jason Orange, Mark Owen, Robbie Williams                                                         | Take That | Progress                                             | 2010      | [ 52 ] |
| Flowerbed                                | Howard Donald, Jason Orange, Mark Owen, Robbie Williams                                                         | Take That | Progress                                             | 2010      | [ 53 ] |
| For All That You Want                    | Max Martin, Kristian Lundin                                                                                     | Gary Barlow | Twelve Months, Eleven Days                           | 1999      | [ 54 ] |
| Forever Love                             | – keine | Gary Barlow | Open Road                                            | 1997      | [ 55 ] |
| For One Night Only                       | Tim Firth | Ensemble | The Girls (Musical)                                  | 2015      | siebtes Lied des zweiten Aktes (keine Studioaufnahme) |
| Four Minute Warning                      | Eliot Kennedy, Mark Owen                                                                                        | Mark Owen | In Your Own Time                                     | 2003      | [ 56 ] |
| Freeze                                   | Howard Donald, Mark Owen                                                                                        | Take That | III III – 2015 Edition                               | 2014 2015 | [ 12 ] |
| The Garden                               | Howard Donald, Jason Orange, Mark Owen                                                                          | Take That | The Circus                                           | 2008      | [ 37 ] |
| Geraldine’s Melody                       | Peter Kay | |                                                      |           | ASCAP nennt Take That als Performer |
| Get Ready For It                         | Howard Donald, Mark Owen, Steve Robson                                                                          | Take That | III III – 2015 Edition                               | 2014 2015 | [ 12 ] |
| Giants                                   | Howard Donald, Mark Owen, Ben Mark, Jamie Norton                                                                | Take That | Wonderland                                           | 2017      | erste Singleauskopplung |
| Girl I’ll Never Understand               | Tim Woodcock | Blue | All Rise                                             | 2001      | [ 58 ] |
| The Girls                                | Tim Firth | Ensemble | The Girls (Musical)                                  | 2015      | zweites Lied des ersten Aktes (keine Studioaufnahme) |
| Give Good Feeling                        | – keine | Take That | Take That & Party                                    | 1992      | [ 59 ] |
| Give You My Love                         | Howard Donald, Mark Owen                                                                                        | Take That | III III – 2015 Edition                               | 2014 2015 | [ 12 ] |
| God                                      | – keine | Gary Barlow | Since I Saw You Last                                 | 2013      | [ 12 ] |
| Greatest Day                             | Howard Donald, Jason Orange, Mark Owen                                                                          | Take That | The Circus                                           | 2008      | Barlows neunte Nr-1-Single als Songwriter |
| Guess Who Tasted Love                    | – keine | Take That | Take That & Party                                    | 1992      | Bonustrack |
| Guilty                                   | Eliot Kennedy, Tim Woodcock, Duncan James                                                                       | Blue | Guilty                                               | 2003      | [ 61 ] |
| Hanging onto Your Love                   | David Morales                                                                                                   | Take That | Nobody Else                                          | 1995      | Bonustrack in der UK-Version |
| Happy Now                                | Howard Donald, Jason Orange, Mark Owen, Robbie Williams                                                         | Take That | Progress                                             | 2011      | [ 63 ] |
| Hate It                                  | – keine | Take That | Nobody Else                                          | 1995      | Bonustrack in der UK-Version |
| Heart and I                              | Robbie Williams                                                                                                 | Robbie Williams | The Definitive Collector’s Edition                   |           | [ 65 ] |
| Hello                                    | Steve Robson, Howard Donald, Jason Orange, Mark Owen                                                            | Take That | The Circus                                           | 2008      | [ 37 ] |
| Here                                     | Olly Knights, Gail Paridjanian, Howard Donald, Jason Orange, Mark Owen                                          | Take That | The Circus                                           | 2008      | [ 66 ] |
| Hey Boy                                  | Howard Donald, Mark Owen                                                                                        | Take That | III – 2015 Edition                                   | 2015      | [ 12 ] |
| Higher Than Higher                       | Howard Donald, Mark Owen, Mattias Larsson, Robin Fredriksson, Joe Janiak                                        | Take That | III III – 2015 Edition                               | 2014 2015 | [ 12 ] |
| Hold On                                  | John Shanks, Howard Donald, Jason Orange, Mark Owen                                                             | Take That | Beautiful World                                      | 2006      | [ 18 ] |
| Hold Up a Light                          | Ben Mark, Jamie Norton, Howard Donald, Jason Orange, Mark Owen                                                  | Take That | The Circus                                           | 2008      | [ 37 ] |
| Holding Back the Tears                   | – keine | Take That | Nobody Else                                          | 1995      | [ 42 ] |
| Hope                                     | Howard Donald, Mark Owen, Tom Baxter                                                                            | Take That | Wonderland                                           | 2017      | [ 12 ] |
| How Can it Be                            | – keine | Take That | Take That & Party                                    | 1992      | Bonustrack |
| How Did It Come To This?                 | Ben Mark, Jamie Norton, Howard Donald, Jason Orange, Mark Owen                                                  | Take That | The Circus                                           | 2008      | [ 37 ] |
| I Can Make It                            | – keine | Take That | Take That & Party                                    | 1992      | [ 67 ] |
| I Like It                                | Howard Donald, Mark Owen, John Shanks                                                                           | Take That | III III – 2015 Edition                               | 2014 2015 | [ 12 ] |
| I’m Out                                  | Billy Griffin, Ian Levine                                                                                       | Take That | Take That & Party                                    | 1992      | B-Seite zur Single It Only Takes a Minute |
| I Should’ve Followed You Home            | Jörgen Elofsson                                                                                                 | Agnetha Fältskog | A                                                    |           | [ 68 ] |
| I Won’t Be There                         | Natasha Hamilton, Eliot Kennedy, Tim Woodcock                                                                   | Atomic Kitten | Ladies Night                                         | 2003      | [ 69 ] |
| I’d Wait for Life                        | Howard Donald, Jason Orange, Mark Owen                                                                          | Take That | Beautiful World                                      | 2006      | [ 18 ] |
| If It’s Not Love                         | Howard Donald, Mark Owen                                                                                        | Take That | III                                                  | 2014      | Google Play Limited Edition |
| If the World Turned Upside Down          | Eliot Kennedy                                                                                                   | The Goo Goo Dolls | Finding Neverland: The Album                         | 2015      | [ 12 ] |
| If the World Turned Upside Down          | Eliot Kennedy                                                                                                   | Matthew Morrison | Finding Neverland – Original Broadway Recording      | 2015      | [ 12 ] |
| If You Want It                           | Howard Donald, Mark Owen, Greg Kurstin                                                                          | Take That | III III – 2015 Edition                               | 2014 2015 | [ 12 ] |
| If You Weren’t Leaving Me                | Mark Owen, Eliot Kennedy, Tim Woodcock                                                                          | Mark Owen | In Your Own Time                                     | 2003      | [ 70 ] |
| In It for Love                           | Donny Osmond, Eliot Kennedy, Delaire Peterson, Paul Peterson, Richard Peterson                                  | Donny Osmond | What I Mean to Say                                   | 2004      | [ 71 ] |
| In the Morning Fool                      | Billy Mann, Howard Donald, Jason Orange, Mark Owen                                                              | Take That |                                                      |           | [ 72 ] |
| Insecurity                               | Donny Osmond, Wayne Hector, Eliot Kennedy                                                                       | Donny Osmond | What I Mean to Say                                   | 2004      | [ 73 ] |
| Into the Wild                            | Howard Donald, Mark Owen, Gary Go, John Martin                                                                  | Take That | III III – 2015 Edition                               | 2014 2015 | [ 12 ] |
| Intoxicated                              | Lara Fabian | Lara Fabian | A Wonderful Life                                     |           | [ 39 ] |
| It’s All For You                         | Howard Donald, Mark Owen                                                                                        | Take That | Wonderland                                           | 2017      | [ 12 ] |
| It’s Gonna Be a Long Night               | Andrew Tierney, Michael Tierney                                                                                 | Human Nature | Human Nature                                         |           | [ 74 ] |
| It’s Only Life                           | Tim Rice | Elaine Paige | Elaine Paige and Friends                             |           | [ 75 ] |
| Julie                                    | Steve Robson, Howard Donald, Jason Orange, Mark Owen                                                            | Take That | The Circus                                           | 2008      | [ 37 ] |
| Jump                                     | Tim Rice-Oxley                                                                                                  | Gary Barlow | Since I Saw You Last                                 | 2013      | [ 12 ] |
| Keep Her in Mind                         | Donny Osmond, Eliot Kennedy, Tim Woodcock                                                                       | Donny Osmond | What I Mean to Say                                   | 2004      | [ 76 ] |
| Kidz                                     | Howard Donald, Jason Orange, Mark Owen, Robbie Williams                                                         | Take That | Progress                                             | 2010      | [ 77 ] |
| Kilimanjaro                              | Tim Firth | Ensemble | The Girls (Musical)                                  | 2015      | fünftes Lied des zweiten Aktes (keine Studioaufnahme) |
| King Without a Crown                     | – keine | |                                                      |           | [ 78 ] |
| Lady Tonight                             | – keine | Take That | Nobody Else                                          | 1995      | Bonustrack in der UK-Version |
| The Last Poet                            | Howard Donald, Mark Owen                                                                                        | Take That | Wonderland                                           | 2017      | [ 12 ] |
| Lay Down for Love                        | Richard Stannard, Matt Rowbottom                                                                                | Gary Barlow | Open Road                                            | 1997      | |
| Let In the Sun                           | Howard Donald, Mark Owen, Gary Go, Edvard Førre Erfjord, Cass Lowe, Henrik Barman Michelsen                     | Take That | III III – 2015 Edition                               | 2014 2015 | [ 12 ] |
| Let it Rain                              | Howard Donald, Jason Orange, Mark Owen                                                                          | Take That |                                                      |           | [ 80 ] |
| Let’s Pray for Christmas                 | – keine | Gary Barlow | –                                                    | 1986      | Barlows erstes veröffentlichtes Werk, Halbfinalist beim Musikwettbewerb A Song For Christmas des BBC-Programms Pebble Mill at One im Jahr 1986 |
| Lie to Me                                | – keine | Gary Barlow | Twelve Months, Eleven Days                           | 1999      | |
| Let Me Go                                | – keine | Gary Barlow | Since I Saw You Last                                 | 2013      | |
| Lighthouse                               | John Shanks | Westlife | Greatest Hits                                        |           | |
| Like I Never Loved You at All            | John Shanks, Howard Donald, Jason Orange, Mark Owen                                                             | Take That | Beautiful World                                      | 2006      | [ 18 ] |
| Live By the Hook                         | Eliot Kennedy                                                                                                   | Kelsey Grammer | Finding Neverland – Original Broadway Recording      | 2015      | [ 12 ] |
| Longer                                   | Delta Goodrem, Eliot Kennedy, Tim Woodcock                                                                      | Delta Goodrem | Innocent Eyes                                        | 2003      | [ 83 ] |
| Love Ain’t Here Anymore                  | – keine | Take That | Everything Changes                                   | 1993      | [ 84 ] |
| Love Love                                | Howard Donald, Jason Orange, Mark Owen, Robbie Williams                                                         | Take That | Progressed                                           | 2011      | [ 85 ] |
| LoveLife                                 | Howard Donald, Mark Owen, Jamie Norton, Ben Mark                                                                | Take That | III III – 2015 Edition                               | 2014 2015 | [ 12 ] |
| Loving Or Leaving                        | Howard Donald, Mark Owen                                                                                        | Take That | Wonderland                                           | 2017      | B-Seite zur Single „Giants“ |
| Lucky Stars                              | Howard Donald, Mark Owen, Simon Strömstedt, Noel Svahn                                                          | Take That | Wonderland                                           | 2017      | [ 12 ] |
| Luv Luv Luv                              | – keine | Gary Barlow |                                                      | 1997(?)   | live: MTV Live’n’Loud 1997; B-Seite |
| Man                                      | Howard Donald, Jason Orange, Mark Owen, Robbie Williams                                                         | Take That | Progressed                                           | 2011      | [ 87 ] |
| Mancunian Way                            | Eg White, Howard Donald, Jason Orange, Mark Owen                                                                | Take That | Beautiful World                                      | 2006      | [ 18 ] |
| Meaning Of Love                          | – keine | Take That | Everything Changes                                   | 1993      | [ 88 ] |
| Missing Person                           | Eliot Kennedy, Gary Baker                                                                                       | verschiedene | Britannia High (Soundtrack)                          | 2008      | [ 89 ] |
| More Than Life                           | – keine | Gary Barlow | Since I Saw You Last                                 | 2013      | [ 12 ] |
| Mr Everything                            | – keine | Gary Barlow | Since I Saw You Last                                 | 2013      | [ 12 ] |
| Mrs Conventional                         | Tim Firth | Ensemble | The Girls (Musical)                                  | 2015      | fünftes Lied des ersten Aktes (keine Studioaufnahme) |
| My Big Mistake                           | Delta Goodrem, Eliot Kennedy, Tim Woodcock                                                                      | Delta Goodrem | Innocent Eyes                                        | 2003      | [ 90 ] |
| My Commitment                            | Diane Warren | Gary Barlow | Open Road                                            | 1997      | |
| My Imagination                           | Eliot Kennedy                                                                                                   | John Legend | Finding Neverland: The Album                         | 2015      | [ 12 ] |
| My Perfect Rhyme                         | Donny Osmond, Eliot Kennedy                                                                                     | Donny Osmond | What I Mean to Say                                   | 2004      | [ 91 ] |
| My Russian Friend and I                  | Tim Firth | Ensemble | The Girls (Musical)                                  | 2015      | sechstes Lied des zweiten Aktes (keine Studioaufnahme) |
| Neverland                                | Eliot Kennedy                                                                                                   | Zendaya | Finding Neverland: The Album                         | 2015      | [ 12 ] |
| Neverland                                | Eliot Kennedy                                                                                                   | Matthew Morrison, Laura Michelle Kelly                                                                                      | Finding Neverland – Original Broadway Recording      | 2015      | [ 12 ] |
| Neverland (Reprise)                      | Eliot Kennedy                                                                                                   | Aidan Gemme, Alex Dreier, Carolee Carmello, Christopher Paul Richards, Laura Michelle Kelly, Matthew Morrison, Sawyer Nunes | Finding Neverland – Original Broadway Recording      | 2015      | [ 12 ] |
| Never Forget                             | – keine | Take That | Nobody Else                                          | 1995      | Barlows sechste Nr-1-Single als Songwriter |
| Never Knew                               | – keine | Gary Barlow | Open Road                                            | 1997      | |
| Never Want To Let You Go                 | – keine | Take That | Take That & Party                                    | 1992      | [ 92 ] |
| New Day                                  | Howard Donald, Mark Owen, Simon Strömstedt                                                                      | Take That | Wonderland                                           | 2017      | zweite Singleauskopplung |
| No Big Deal                              | Tim Woodcock, Eliot Kennedy, Lara Fabian, Rick Allison                                                          | Lara Fabian | A Wonderful Life                                     |           | [ 39 ] |
| No Good In Goodbye                       | Alex Cantrell, Damon Sharpe, Eliot Kennedy                                                                      | Mercury4 | Mercury4                                             |           | [ 93 ] |
| No One Knows                             | Richard Rawson, Tulisa Contostavlos, Dappy                                                                      | N-Dubz | Against All Odds                                     |           | [ 94 ] |
| No Si Aqui No Hay Amor                   | – keine | Take That | Forever… Greatest Hits                               | 2002      | [ 20 ] |
| Nobody Else                              | – keine | Take That | Nobody Else                                          | 1995      | [ 42 ] |
| Not Me, Not I                            | Kara DioGuardi, Delta Goodrem, Eliot Kennedy, Jarrad Rogers                                                     | Delta Goodrem | Innocent Eyes                                        | 2003      | [ 95 ] |
| Nothing Feels the Same                   | – keine | Gary Barlow | Twelve Months, Eleven Days                           | 1999      | |
| Now We’re Gone                           | – keine | Gary Barlow | –                                                    | 1987      | Gewinnerlied des landesweiten EMI Schools Make Music Wettbewerbs 1987, Preis war seine erste Aufnahmesession in den Abbey Road Studios |
| The Official BBC Children in Need Medley | verschiedene | Peter Kay | –                                                    |           | zehnte Nr-1-Single als Songwriter; enthält Ausschnitte aus Barlows Never Forget |
| Once Upon a Christmas Song               | Peter Kay | Geraldine McQueen |                                                      |           | ASCAP nennt Take That als Performer |
| Once You’ve Tasted Love                  | – keine | Take That | Take That & Party                                    | 1992      | [ 97 ] |
| Open Road                                | – keine | Gary Barlow | Open Road                                            | 1997      | [ 98 ] |
| Patience                                 | John Shanks, Howard Donald, Jason Orange, Mark Owen                                                             | Take That | Beautiful World                                      | 2006      | Barlows siebte Nr-1-Single als Songwriter |
| The Pirates of Kensington                | Eliot Kennedy                                                                                                   | Christopher Paul Richards, Hayden Signoretti, Noah Hinsdale, Sawyer Nunes                                                   | Finding Neverland – Original Broadway Recording      | 2015      | [ 12 ] |
| Play                                     | Eliot Kennedy                                                                                                   | Kelsey Grammer, Laura Michelle Kelly, Matthew Morrison                                                                      | Finding Neverland – Original Broadway Recording      | 2015      | [ 12 ] |
| Play (Ensemble Version)                  | Eliot Kennedy                                                                                                   | Original Broadway Cast | Finding Neverland – Original Broadway Recording      | 2015      | [ 12 ] |
| Portrait                                 | Howard Donald, Mark Owen                                                                                        | Take That | III III – 2015 Edition                               | 2014 2015 | [ 12 ] |
| Pray                                     | – keine | Take That | Everything Changes                                   | 1993      | Barlows erste Nr-1-Single als Songwriter |
| Pretty Things                            | Howard Donald, Jason Orange, Mark Owen, Robbie Williams                                                         | Take That | Progress                                             | 2010      | [ 100 ] |
| Prologue                                 | Eliot Kennedy                                                                                                   | Original Broadway Orchestra                                                                                                 | Finding Neverland – Original Broadway Recording      | 2015      | [ 12 ] |
| Promises                                 | Graham Stack | Take That | Take That & Party                                    | 1992      | [ 101 ] |
| Protect Me Less                          | Tim Firth | Ensemble | The Girls (Musical)                                  | 2015      | zweites Lied des zweiten Aktes (keine Studioaufnahme) |
| Rain Song                                | Howard Donald, Jason Orange, Mark Owen                                                                          | Take That |                                                      |           | [ 102 ] |
| Reach Out                                | John Shanks, Howard Donald, Jason Orange, Mark Owen                                                             | Take That | Beautiful World                                      | 2006      | [ 18 ] |
| Requiem                                  | Robbie Williams                                                                                                 | Gary Barlow | Since I Saw You Last                                 | 2013      | [ 12 ] |
| River                                    | Howard Donald, Mark Owen, Ben Mark, Jamie Norton                                                                | Take That | Wonderland                                           | 2017      | [ 12 ] |
| Rocket Ship                              | Robbie Williams, Howard Donald, Jason Orange, Mark Owen                                                         | Take That | Progress                                             | 2011      | B-Seite zur Single Kidz |
| Rule the World                           | Howard Donald, Jason Orange, Mark Owen                                                                          | Take That | Beautiful World                                      | 2006      | Bonustrack |
| Run For Your Life                        | – keine | Matt Cardle | Letters                                              | 2011      | [ 105 ] |
| Running Away                             | Delta Goodrem, Eliot Kennedy, Tim Woodcock                                                                      | Delta Goodrem | Innocent Eyes                                        | 2003      | [ 106 ] |
| Said It All                              | Steve Robson, Howard Donald, Jason Orange, Mark Owen                                                            | Take That | The Circus                                           | 2008      | [ 37 ] |
| Satisfied                                | – keine | Take That | Take That & Party                                    | 1992      | [ 107 ] |
| Scarborough                              | Tim Firth | Gary Barlow & The Cast of The Girls                                                                                         | The Girls (Musical)                                  | 2015      | drittes Lied des ersten Aktes; Promo-Single, veröffentlicht am 6. November 2016 auf dem YouTube-Kanal des Musicals |
| Shame                                    | Robbie Williams                                                                                                 | Gary Barlow & Robbie Williams                                                                                               | In and Out of Consciousness: Greatest Hits 1990–2010 | 2010      | [ 109 ] |
| She Said                                 | Ben Mark, Jamie Norton, Howard Donald, Jason Orange, Mark Owen                                                  | Take That | The Circus                                           | 2008      | Hidden Track |
| Shi Zong                                 | Eliot Kennedy, Tim Woodcock, Chen Chuan                                                                         | Gigi Liang |                                                      |           | [ 110 ] |
| Shine                                    | Steve Robson, Howard Donald, Jason Orange, Mark Owen                                                            | Take That | Beautiful World                                      | 2006      | Barlows achte Nr-1-Single als Songwriter |
| Shoulda’ Known Better                    | Donny Osmond, Eliot Kennedy                                                                                     | Donny Osmond | What I Mean to Say                                   | 2004      | [ 111 ] |
| Shout In Silence                         | Andy Hill | Katherine Jenkins | Rejoice                                              |           | [ 112 ] |
| Since I Saw You Last                     | – keine | Gary Barlow | Since I Saw You Last                                 | 2013      | [ 12 ] |
| Sing                                     | Andrew Lloyd Webber                                                                                             | verschiedene | Sing                                                 | 2012      | - Offizielle Single zum diamantenen Thronjubiläum von Queen Elizabeth II., die Produktionsphase wurde in der Dokumentation „Gary Barlow on Her Majesty’s Service“ festgehalten. - Barlows vierzehnte Nr-1-Single als Interpret und elfte Nr-1-Single als Songwriter; Lloyd Webbers vierte Nr-1-Single |
| Sleepwalking                             | Howard Donald, Jason Orange, Mark Owen                                                                          | Take That | The Circus                                           | 2008      | Bonustrack in der japanischen Ausgabe |
| Small Town Girls                         | – keine | Gary Barlow | Since I Saw You Last                                 | 2013      | [ 12 ] |
| So I’ve Had a Little Work Done           | Tim Firth | Ensemble | The Girls (Musical)                                  | 2015      | drittes Lied des zweiten Aktes (keine Studioaufnahme) |
| Somebody                                 | Natasha Hamilton, Eliot Kennedy, Tim Woodcock                                                                   | Atomic Kitten | Access All Areas: Remixed and B-Sides                |           | [ 114 ] |
| Something About This Night               | Eliot Kennedy                                                                                                   | Gary Barlow | Finding Neverland: The Album                         | 2015      | [ 12 ] |
| Something About This Night               | Eliot Kennedy                                                                                                   | Aidan Gemme, Chris Dwan, Kelsey Grammer, Matthew Morrison                                                                   | Finding Neverland – Original Broadway Recording      | 2015      | [ 12 ] |
| The Song I’ll Never Write                | Andrew Frampton, Steve Kipner                                                                                   | Gary Barlow | Since I Saw You Last                                 | 2013      | [ 12 ] |
| SOS                                      | Howard Donald, Jason Orange, Mark Owen, Robbie Williams                                                         | Take That | Progress                                             | 2010      | [ 115 ] |
| Stars                                    | Eliot Kennedy                                                                                                   | Pentatonix | Finding Neverland: The Album                         | 2015      | [ 12 ] |
| Start of Something                       | Eliot Kennedy, Andy Hill                                                                                        | verschiedene | Britannia High (Soundtrack)                          | 2008      | [ 116 ] |
| Stay Together                            | John Shanks, Howard Donald, Jason Orange, Mark Owen                                                             | Take That | Beautiful World                                      | 2007      | B-Seite zu Rule the World (International Version) |
| Still Can’t Get Over You                 | – keine | Take That | Forever… Greatest Hits                               | 2002      | [ 20 ] |
| Stronger                                 | Graham Gouldman                                                                                                 | Gary Barlow | Twelve Months, Eleven Days                           | 1999      | |
| Stronger                                 | Eliot Kennedy                                                                                                   | Kiesza | Finding Neverland: The Album                         | 2015      | [ 12 ] |
| Stronger                                 | Eliot Kennedy                                                                                                   | Kelsey Grammer, Matthew Morrison                                                                                            | Finding Neverland – Original Broadway Recording      | 2015      | [ 12 ] |
| Stronger Than I Am                       | – keine | Ronan Parke | Ronan Parke                                          |           | [ 118 ] |
| Sunday to Saturday                       | Howard Donald, Mark Owen                                                                                        | Take That | Forever… Greatest Hits                               | 2002      | [ 119 ] |
| Superhero                                | Kristian Lundin, Max Martin, Jolyon Skinner                                                                     | Gary Barlow | Open Road                                            | 1997      | nur in US-Version enthalten |
| Supersexual                              | Eliot Kennedy, Duncan James, Lee Ryan, Simon Webbe, Anthony Costa, Tim Woodcock                                 | Blue | One Love                                             | 2002      | |
| Superstar                                | Howard Donald, Mark Owen                                                                                        | Take That | Wonderland                                           | 2017      | [ 12 ] |
| Sure                                     | Robbie Williams, Mark Owen                                                                                      | Take That | Nobody Else                                          | 1995      | Barlows dritte Nr-1-Single als Songwriter |
| Sunflower                                | Tim Firth | Gary Barlow & The Cast of The Girls                                                                                         | The Girls (Musical)                                  | 2015      | sechstes Lied des ersten Aktes; Promo-Single, veröffentlicht am 3. Januar 2017 auf dem YouTube-Kanal des Musicals |
| Sylvia’s Lullaby                         | Eliot Kennedy                                                                                                   | Laura Michelle Kelly | Finding Neverland – Original Broadway Recording      | 2015      | [ 12 ] |
| Taste It                                 | Duncan James, Eliot Kennedy, Tim Woodcock                                                                       | Blue | Guilty                                               | 2003      | [ 43 ] |
| Take That and Party                      | Ray Hedges | Take That | Take That & Party                                    | 1992      | [ 123 ] |
| Testify                                  | Amy Studt, Eliot Kennedy, Tim Woodcock                                                                          | Amy Studt | False Smiles                                         |           | [ 124 ] |
| These Days                               | Howard Donald, Mark Owen, Jamie Norton, Ben Mark                                                                | Take That | III III – 2015 Edition                               | 2014 2015 | [ 12 ] |
| This House                               | John Shanks | Gary Barlow | Since I Saw You Last                                 | 2013      | [ 12 ] |
| This Time                                | – keine | Dame Shirley Bassey | The Performance                                      |           | [ 125 ] |
| Throw It Away                            | Cathy Dennis, Eliot Kennedy                                                                                     | Delta Goodrem | Innocent Eyes                                        | 2003      | [ 126 ] |
| Throwing Stones                          | Milton Donald, Howard Donald, Jason Orange, Mark Owen                                                           | Take That | The Circus                                           | 2008      | B-Seite zur Single „Said It All“ |
| To Love Again                            | Alesha Dixon, John Shanks                                                                                       | Alesha Dixon | The Alesha Show: Encore                              |           | [ 128 ] |
| Today I’ve Lost You                      | – keine | Take That | Forever… Greatest Hits                               | 2002      | [ 129 ] |
| Trouble With Me                          | John Shanks, Howard Donald, Jason Orange, Mark Owen                                                             | Take That | Beautiful World                                      | 2006      | B-Seite zur Single „Patience“ (nur deutsche und australische Version) |
| True To Yourself                         | Andrew Murray, Sylvia Smith, Jane Vaughan                                                                       | Vanessa Amorosi | Change                                               |           | [ 131 ] |
| Turn the Light On                        | Mark Owen, Eliot Kennedy                                                                                        | Mark Owen | In Your Own Time                                     | 2003      | [ 132 ] |
| Underground Machine                      | Howard Donald, Jason Orange, Mark Owen, Robbie Williams                                                         | Take That | Progress                                             | 2010      | [ 133 ] |
| Up                                       | Howard Donald, Mark Owen, Ben Mark, Jamie Norton                                                                | Take That | Wonderland                                           | 2017      | zweiter Bonus-Titel der Limited Deluxe Edition |
| Up All Night                             | Ben Mark, Jamie Norton, Howard Donald, Jason Orange, Mark Owen                                                  | Take That | The Circus                                           | 2008      | [ 37 ] |
| Viva Tonight                             | Andy Hill | Katherine Jenkins | Rejoice                                              |           | [ 134 ] |
| Wait                                     | Howard Donald, Jason Orange, Mark Owen, Robbie Williams                                                         | Take That | Progress                                             | 2010      | [ 135 ] |
| Waiting Around                           | – keine | Take That | Take That & Party                                    | 1992      | Bonustrack |
| Walk                                     | – keine | Gary Barlow | Twelve Months, Eleven Days                           | 1999      | |
| Walkin’ Away                             | Graham Gouldman                                                                                                 | Graham Gouldman | And Another Thing                                    |           | [ 136 ] |
| Wasting My Time                          | – keine | Take That | Everything Changes                                   | 1993      | [ 137 ] |
| Wedding Bells                            | Robbie Williams                                                                                                 | Robbie Williams | Swings Both Ways                                     | 2013      | [ 138 ] |
| We All Fall Down                         | Steve Robson, Howard Donald, Jason Orange, Mark Owen                                                            | Take That | Beautiful World                                      | 2006      | Bonustrack |
| We’re All Made of Stars                  | Eliot Kennedy                                                                                                   | Aidan Gemme, Alex Dreier, Christopher Paul Richards, Sawyer Nunes                                                           | Finding Neverland – Original Broadway Recording      | 2015      | [ 12 ] |
| We Like To Love                          | – keine | Gary Barlow | Since I Saw You Last                                 | 2013      | [ 12 ] |
| We Love To Entertain You                 | John Shanks, Howard Donald, Jason Orange, Mark Owen                                                             | Take That | Beautiful World                                      | 2007      | B-Seite zur Single „Shine“ (EU-Version) |
| We Own the Night                         | Eliot Kennedy                                                                                                   | Matthew Morrison | Finding Neverland: The Album                         | 2015      | [ 12 ] |
| We Own the Night                         | Eliot Kennedy                                                                                                   | Aidan Gemme, Alex Dreier, Christopher Paul Richards, Laura Michelle Kelly, Matthew Morrison, Sawyer Nunes                   | Finding Neverland – Original Broadway Recording      | 2015      | [ 12 ] |
| What About Us                            | Chris Braide | John Barrowman | Music Music Music                                    | 2008      | [ 141 ] |
| What Age Expects                         | Tim Firth | Ensemble | The Girls (Musical)                                  | 2015      | viertes Lied des zweiten Aktes (keine Studioaufnahme) |
| What Do You Want From Me?                | Howard Donald, Jason Orange, Mark Owen, Robbie Williams                                                         | Take That | Progress                                             | 2010      | [ 142 ] |
| What Good Is Love?                       | Stephen Lipson, Chris Braide                                                                                    | verschiedene | Britannia High (Soundtrack)                          | 2008      | [ 143 ] |
| What I Meant to Say                      | Donny Osmond, Eliot Kennedy                                                                                     | Donny Osmond | What I Mean to Say                                   | 2004      | [ 144 ] |
| What Is Love?                            | Howard Donald, Jason Orange, Mark Owen                                                                          | Take That | The Circus                                           | 2008      | [ 37 ] |
| What You Believe In                      | Anders Bagge, Howard Donald, Jason Orange, Mark Owen                                                            | Take That | Beautiful World                                      | 2006      | [ 18 ] |
| What You Mean to Me                      | Eliot Kennedy                                                                                                   | Jennifer Lopez, Trey Songz                                                                                                  | Finding Neverland: The Album                         | 2015      | [ 12 ] |
| What You Mean to Me                      | Eliot Kennedy                                                                                                   | Laura Michelle Kelly, Matthew Morrison                                                                                      | Finding Neverland – Original Broadway Recording      | 2015      | [ 12 ] |
| Whatever You Do to Me                    | – keine | Take That | Everything Changes                                   | 1993      | [ 145 ] |
| When I Need You the Most                 | Jörgen Elofsson, Wayne Hector                                                                                   | Lee Mead | Lee Mead                                             | 2007      | [ 146 ] |
| When We Were Young                       | Howard Donald, Jason Orange, Mark Owen, Robbie Williams                                                         | Take That | Progressed                                           | 2011      | |
| When Your Feet Don’t Touch the Ground    | Eliot Kennedy                                                                                                   | Ellie Goulding | Finding Neverland: The Album                         | 2015      | [ 12 ] |
| When Your Feet Don’t Touch the Ground    | Eliot Kennedy                                                                                                   | Aidan Gemme, Matthew Morrison                                                                                               | Finding Neverland – Original Broadway Recording      | 2015      | [ 12 ] |
| Whenever the Truth Lies                  | Eliot Kennedy, Savan Kotecha                                                                                    | Sarah Whatmore |                                                      |           | [ 147 ] |
| Whenever You’re in Trouble               | Donny Osmond, Eliot Kennedy                                                                                     | Donny Osmond | What I Mean to Say                                   | 2004      | [ 148 ] |
| Who’d Have Known                         | Lily Allen, Howard Donald, Greg Kurstin, Jason Orange, Mark Owen, Steve Robson                                  | Lily Allen | It’s Not Me, It’s You                                | 2008      | [ 149 ] |
| Who Wants a Silent Night?                | Tim Firth | Ensemble | The Girls (Musical)                                  | 2015      | viertes Lied des ersten Aktes (keine Studioaufnahme) |
| Why Can’t I Wake Up with You             | – keine | Take That | Everything Changes Take That & Party                 | 1993 1992 | [ 150 ] |
| Will You Be There For Me                 | Howard Donald, Mark Owen                                                                                        | Take That | III – 2015 Edition                                   | 2015      | [ 12 ] |
| The Winner’s Song                        | Peter Kay | Geraldine McQueen | –                                                    |           | ASCAP benennt Take That als Performer |
| Without You                              | Eliot Kennedy, Lucie Silvas                                                                                     | verschiedene | Britannia High (Soundtrack)                          | 2008      | [ 152 ] |
| Wonderful World                          | Howard Donald, Jason Orange, Mark Owen, Robbie Williams                                                         | Take That | Progressed                                           | 2011      | |
| Wondering                                | – keine | Gary Barlow | Twelve Months, Eleven Days                           | 1999      | |
| Wonderland                               | Howard Donald, Mark Owen, Ben Mark, Jamie Norton                                                                | Take That | Wonderland                                           | 2017      | [ 12 ] |
| Wooden Boat                              | Billy Mann, John Shanks, Howard Donald, Jason Orange, Mark Owen                                                 | Take That | Beautiful World                                      | 2006      | [ 18 ] |
| The World Is Upside Down                 | Eliot Kennedy                                                                                                   | Aidan Gemme, Alex Dreier, Christopher Paul Richards, Kelsey Grammer, Matthew Morrison, Sawyer Nunes                         | Finding Neverland – Original Broadway Recording      | 2015      | [ 12 ] |
| Yesterday’s Girl                         | – keine | Gary Barlow | Twelve Months, Eleven Days                           | 1999      | |
| Yorkshire                                | Tim Firth | Gary Barlow & The Cast of The Girls                                                                                         | The Girls (Musical)                                  | 2015      | erstes Lied des ersten Aktes; Promo-Single, veröffentlicht am 8. November 2015 auf dem YouTube-Kanal des Musicals |
| You                                      | Howard Donald, Jason Orange, Mark Owen                                                                          | Take That | The Circus                                           | 2008      | [ 37 ] |
| You Are the One                          | – keine | Take That | Everything Changes                                   | 1993      | [ 154 ] |